# Zamani Zamri
Zamani Zamri  (* 31. Mai 2001 in Singapur), mit vollständigen Namen Muhammad Zamani Bin Md Zamri, ist ein singapurischer Fußballspieler.

## Karriere
Zamani Zamri erlernte das Fußballspielen in der National Football Academy in Singapur. Er stand bis Anfang April 2020 bei Albirex Niigata (Singapur) unter Vertrag. Der Klub spielte in der ersten Liga, der Singapore Premier League. Gegründet wurde er Verein 2004 und ist ein Ableger des japanischen Vereins Albirex Niigata. Für Albirex spielte er zwanzigmal in der ersten Liga. Im Oktober 2020 wechselte er zu den Young Lions. Während seiner Zeit bei den Lions leistete er seinen zweijährigen Wehrdienst. Im April 2022 kehrte er zu seinem ehemaligen Verein Albirex zurück.  Am Ende der Saison 2022 und 2023 feierte er mit Albirex die singapurische Meisterschaft.

## Erfolge
Albirex Niigata (Singapur)
- Singapurischer Meister: 2022, 2023